# Borsodi Jeges
A Borsodi Jeges a Borsodi Sörgyár Zrt. söre.

## Áttekintés
Alapja a hagyományos Borsodi Világos, attól főként annyiban tér el, hogy eltérő hűtési eljárással készül, jéghidegen szűrt sör. Mivel az eredeti Borsoditól nem sokban tér el, így az összetevők részét képezi a kukoricagríz is. Alkoholtartalma 4,6%.
A Mindmegette tesztelője szerint a jéghideg szűrés elvehette az aromákat is, mert illata nincs, különösebben nem kesernyés, könnyed sör. A Sörfigyelő szerint "Borsodisan" édeskés, ami savanykásan cseng le, és néha, csak egy pillanatra érezni benne, hogy minőségi összetevők vannak benne, amelyekből egy sokkal jobb sör is készíthető lenne.